# Мухаммед Аллалу
Мухаммед Аллалу (араб. محمد علالو, нар. 28 вересня 1973) — алжирський боксер, бронзовий призер Олімпійських ігор 2000.

## Спортивна кар'єра

### Виступ на Олімпіаді 1996
- переміг Пітера Булінга (Кенія) — 17-3
- переміг Яцека Б'єльського (Польща) — 19-8
- програв Фетхі Міссауї (Туніс) — 15-16

1999 року на Всеафриканських іграх Мухаммед Аллалу зайняв друге місце.

### Виступ на Олімпіаді 2000
- переміг Лукаша Конечни (Чехія) — 17-9
- переміг Бена Нікуає (Гана) — 15-6
- переміг Свена Паріс (Італія) — 22-8
- програв Мухаммадкадиру Абдуллаєву (Узбекистан) — RSC